# Валентина Зенере
Валентина Зенере (на испански: Valentina Zenere) е аржентинска актриса и модел, позната най-добре с ролята си като Амбър Смит в сериала „Луна“, по-известен за феновете на сериала като Сой Луна, въпреки че е работила и в други телевизионни проекти.

## Биография
Родена е на 15 януари 1997 година в Буенос Айрес, Аржентина. Завършва гимназия, когато е била на 17.

## Творчество
Тя започна своята кариера през 2010 г., когато е участвала в четвъртия сезон на аржентинската теленовела Casi Ángeles. След участието си в Casi Ángeles, през 2011 г. е участвала в Los únicos за кратко. След това е работила като модел в различни фирми и компании, а през 2013 г. участва в Aliados до 2014 г. През 2016 г. взима една от главните роли в сериала Луна (сериал) като злодейката във филма, Амбър Смит.

## Участия във филми, сериали и номинации
| Година      | Заглавие                 | Роля              | Бележки                           |
| ----------- | ------------------------ | ----------------- | --------------------------------- |
| 2010        | Casi Ángeles             | Алай Инчаусти     | участва в 4 сезон на теленовелата |
| 2011        | Los únicos               | Джесика Сървантес |                                   |
| 2013 – 2014 | Aliados                  | Мара Улоа         |                                   |
| 2016 – 2019 | Сой Луна (Луна (сериал)) | Амбър Смит        | главна роля                       |

| Година | Награда                       | Категория    | Сериал/Филм   | Резултат |  |
| ------ | ----------------------------- | ------------ | ------------- | -------- |  |
| 2016   | Kids' Choice Awards Mexico    | Любим злодей | Луна (сериал) | П        |  |
| 2016   | Kids' Choice Awards Colombia  | Любим злодей | Луна (сериал) | П        |  |
| 2016   | Kids' Choice Awards Argentina | Любим злодей | Луна (сериал) | П        |  |